# Rapa Nui (volk)
Rapa Nui of Rapanui is de inheemse bevolkingsgroep van Paaseiland. De bevolking is van Polynesische afkomst.
Wanneer precies de eerste Polynesiërs op Paaseiland aankwamen is niet geheel duidelijk, mogelijk arriveerden ze rond de 5e eeuw n.Chr. Rond 1200 kwam een tweede groep Polynesiërs aan op het eiland. De spanningen tussen de twee groepen groeide en het eiland was overbevolkt en er was een voedseltekort. In 1680 kwam het tot een uitbarsting. Op het schiereiland Poike werd tijdens een slag de oorspronkelijke bevolking uitgeroeid. Op het eiland werd kannibalisme bedreven in tijden van hongersnood.
De bevolking heeft zichzelf dezelfde naam gegeven als het eiland. De letterlijke vertaling is dan ook “grote rots”.
Een typisch kenmerk van de inwoners waren hun uitgerekte oren. Naar vrij algemene opvatting waren dat niet de voorouders van de huidige Polynesische bevolking, maar de leden van een ander volk of van een verheven kaste.
Op het hoogtepunt moeten er zo'n 10.000 à 15.000 mensen op Paaseiland hebben gewoond. Dit aantal (en het hele verhaal over hongersnoden, burgeroorlog en kannibalisme) wordt door onder andere de Nederlandse milieubioloog Jan Boersema betwijfeld. Bij een aantal van meer dan 10.000 inwoners en een kolonisatie rond het jaar 1000 zou de bevolkingsgroei voor een premoderne samenleving onwaarschijnlijk hoog moeten zijn geweest.
In totaal leven er nu nog zo'n 4647 Rapa Nui volgens een volkstelling uit 2002. Daarvan leven er nog zo'n 2269 mensen op Paaseiland en 2378 mensen op het vasteland in Chili. Daarvan leven weer 50% van de 2378 rond de hoofdstad Santiago. 